# Pajaran (Rembang)
Pajaran is een bestuurslaag in het regentschap Pasuruan van de provincie Oost-Java, Indonesië. Pajaran telt 4564 inwoners (volkstelling 2010).